# Fiesta (Carlito-album)
 For alternative betydninger, se Fiesta. (Se også artikler, som begynder med Fiesta)
Fiesta er det tredje studiealbum fra den dansk-svenske bubblegum dance-musiker Jonny Jakobsen. Albummet blev udgivet under hans pseudonym Carlito den 12. juli 2006.
Albummet har et satirisk etnisk tema, der blander elementer fra mexikansk mariachi med eurodance.

## Spor
1. "Carlito (¿Who's That Boy?)" – 3:16
2. "Taco Boy" – 3:05
3. "Poco Loco" – 3:22
4. "Casa De Carlito" – 3:36
5. "El Camino" – 3:51
6. "Adios Amigo" – 3:24
7. "Alarma Caramba!" – 3:07
8. "I Like It" – 3:06
9. "Vacaciones" – 3:25
10. "My Salsa" – 3:04
11. "Manana" – 2:53
12. "Fiesta Night" – 3:04

### The Ultimate Collection
Den 15. november 2006 blev der udgivet en speciel CD-DVD-kombination af albummet med titlen The Ultimate Collection. den blev udelukkende udgivet i Japan. DVD'en indeholder musikvideoer til numrene "Poco Loco" og "Go Go Carlito", to TV-spots og en animeret film i fire dele kaldet Carlito The Movie.
CD'en indeholder følgende bonustracks:
1. "Christmas Fiesta" – 3:35
2. "Carlito (¿Who's That Boy?)" (Christmas Mix) – 3:18
3. "Carlito (¿Who's That Boy?)" (F. Factory Latin Mix) – 7:19
4. "Carlito (¿Who's That Boy?)" (F. Factory Trance Mix) – 6:50
5. "Carlito (¿Who's That Boy?)" (Eurobeat Mix) – 4:28
6. "Carlito (¿Who's That Boy?)" ("HBS" Mix) – 4:09
7. "Carlito (¿Who's That Boy?)" (Myxx-Up Future Latin Mix) – 4:03
8. "Carlito (¿Who's That Boy?)" (Karaoke Version) – 3:18